# Natação nos Jogos Paralímpicos de Verão de 2012 - Revezamento 4x100 m medley 34 pontos feminino
A competição de revezamento 4x100 metros medley feminino da natação nos Jogos Paralímpicos de Verão de 2012 foi disputada no dia 7 de setembro no Centro Aquático de Londres, na capital britânica. 
Participaram desse evento equipes nacionais formadas por quatro nadadoras de diferentes classes. Em uma equipe, a soma da pontuação das 4 nadadores não deve ultrapassar 34 pontos.

## Medalhistas
|  | AUS Austrália                                                    |  | GBR Grã-Bretanha                                                     |  | USA Estados Unidos                                            |
|  | Ellie Cole Katherine Downie Annabelle Williams Jacqueline Freney |  | Heather Frederiksen Claire Cashmore Stephanie Millward Louise Watkin |  | Susan Beth Scott Anna Johannes Jessica Long Mallory Weggemann |

## Resultados
| Pos.   | Raia | País               | Nadadores                                                                  | Tempo   | Notas              |
| ------ | ---- | ------------------ | -------------------------------------------------------------------------- | ------- | ------------------ |
| Ouro   | 2    | AUS Austrália      | Ellie Cole Katherine Downie Annabelle Williams Jacqueline Freney           | 4:53.95 | Recorde da Oceania |
| Prata  | 4    | GBR Grã-Bretanha   | Heather Frederiksen Claire Cashmore Stephanie Millward Louise Watkin       | 4:53.98 |                    |
| Bronze | 5    | USA Estados Unidos | Susan Beth Scott Anna Johannes Jessica Long Mallory Weggemann              | 4:54.13 | Recorde da América |
| 4      | 3    | RUS Rússia         | Nina Ryabova Olesya Vladykina Irina Grazhdanova Oxana Guseva               | 4:54.36 |                    |
| 5      | 6    | ESP Espanha        | Esther Morales Sarai Gascon Isabel Yinghua Hernandez Santos Teresa Perales | 5:06.04 |                    |
| 6      | 7    | CHN China          | Jin Xiaoqin Zhang Meng Jiang Shengnan Lin Ping                             | 5:06.75 | Recorde da América |
| 7      | 1    | CAN Canadá         | Summer Ashley Mortimer Katarina Roxon Morgan Bird Brianna Nelson           | 5:10.85 |                    |

Legenda
| Recorde mundial      | Recorde mundial (World record)               |                       | Recorde africano                      | Recorde africano (African) |                                           | Q | Classificado por posição (Qualified) |
| Recorde paralímpico  | Recorde paralímpico (Paralympic record)      | Recorde da América    | Recorde da América (Americas)         | q                          | Classificado por melhor tempo (Qualified) |   |                                      |
| Melhor marca do ano  | Melhor marca do ano (World leading)          | Recorde asiático      | Recorde asiático (Asian)              | DNS                        | Não largou (Did not start)                |   |                                      |
| Recorde nacional     | Recorde nacional (National record)           | Recorde europeu       | Recorde europeu (European)            | DNF                        | Não terminou (Did not finish)             |   |                                      |
| Recorde pessoal      | Recorde pessoal do atleta (Personal best)    | Recorde da Oceania    | Recorde da Oceania (Oceania)          | DSQ / DQ                   | Desclassificado (Disqualified)            |   |                                      |
| Recorde da temporada | Recorde da temporada do atleta (Season best) | Recorde sul-americano | Recorde sul-americano (South America) | NM                         | Sem marca (No mark)                       |   |                                      |